# Кладовка
Кла́довка (рос. Кладовка) — селище у складі Полевського міського округу Свердловської області.
Населення — 105 осіб (2010, 139 у 2002).
Національний склад станом на 2002 рік: росіяни — 43 %, татари — 37 %.